# Volksbank Delbrück-Hövelhof
Die Volksbank Delbrück-Hövelhof eG war eine Genossenschaftsbank mit Sitz in Delbrück. Im Jahr 2023 fusionierte die Bank mit der Volksbank Rietberg eG zur Volksbank Delbrück-Rietberg eG.

## Geschichte
Der Delbrücker Spar- und Darlehensverein wurde von 60 Bürgern am 28. Oktober 1883 gegründet und war das älteste Spar- und Kreditinstitut im Delbrücker Land.
Im Laufe des 19. Jahrhunderts, insbesondere mit dem Wirtschaftswunder der 1950er Jahre wuchsen die Spareinlagen der Anteilseigner stark an. 75 Jahre nach der Gründung hatte die Spar- und Darlehenskasse bereits 600 Mitglieder; die Hälfte waren Landwirte, 40 Prozent Gewerbetreibende und Handwerker.
Zur Volksbank Delbrück gehörte seit 1991 die im Jahr 1899 gegründete Spar- und Darlehenskasse Boke. 2004 erfolgte dann die Fusion mit der Volksbank Hövelhof zur Volksbank Delbrück-Hövelhof eG. Der Hövelhofer Spar- und Darlehensverein wurde im Jahr 1902 gegründet. Die 166 Mitglieder am Ende des Gründungsjahres sorgten für eine Bilanzsumme von 53.266 Mark.
Im August 2013 erfolgte die Fusion mit der benachbarten Volksbank Westerloh-Westerwiehe eG und im Juni 2015 die Fusion mit der am Geschäftsgebiet angrenzenden Volksbank Kaunitz eG.

## Organisationsstruktur
Die Volksbank Delbrück-Hövelhof war eine eingetragene Genossenschaft. Rechtsgrundlagen waren das Genossenschaftsgesetz und die von der Vertreterversammlung der Volksbank Delbrück-Hövelhof eG erlassene Satzung. Organe der Bank waren  der Vorstand, der Aufsichtsrat und die Vertreterversammlung.
Das Geschäftsgebiet umfasste das Stadtgebiet Delbrück mit den Ortsteilen Anreppen, Boke, Lippling, Ostenland, Schöning, Sudhagen, Steinhorst sowie die Gemeinde Hövelhof, einschließlich der Ortsteile Riege, Hövelriege und Espeln, weiterhin aus dem Stadtgebiet Rietberg den Ortsteil Westerwiehe sowie aus dem Stadtgebiet Verl den Ortsteil Kaunitz. Zur Gesamtbank zählten 10 Geschäftsstellen.

## Kooperationen
Die Bank kooperierte mit den Verbundunternehmen des genossenschaftlichen Finanzverbundes und war Mitglied im Einlagensicherungsfonds des Bundesverbandes der Deutschen Volksbanken und Raiffeisenbanken.